# Chiuso
Chiuso (Nederlands: gesloten) is een Italiaanse muziekterm die wordt gebruikt om aan te geven dat bespelers van een hoorn de beker met de hand of met een demper geheel of gedeeltelijk moeten afsluiten. Deze aanwijzing wordt door componisten gegeven op die plaatsen waar zij willen dat het timbre van de hoorn verandert. Er is in klank een verschil tussen een hoorn die is gestopt met de hand en een hoorn die is gestopt met een demper (overigens ook tussen verschillende soorten dempers voor hoorn). Indien de hoorn wordt gestopt met de hand wordt de toon zachter, minder helder en enigszins nasaal en gaat de grondtoon meer domineren. Indien men stopt met een demper zijn voorgaande gevolgen ook van toepassing, echter zal niet de grondtoon, maar zullen de boventonen gaan domineren in de klank. De term chiuso geeft niet aan hoe de muzikant(en) de hoorn dienen te stoppen. Met aanvullende aanwijzingen kunnen componisten dit echter alsnog duidelijk maken. Als men weer open moet spelen, wordt de aanwijzing aperto gegeven.

## Natuurhoorns
In de tijd dat nog op natuurhoorns werd gespeeld (in tegenstelling tot de moderne ventielhoorn), was het bereik van het instrument dusdanig beperkt, dat niet alle tonen binnen een octaaf gespeeld konden worden. Echter kon door met de rechterhand de beker gedeeltelijk af te sluiten, de gespeelde toon met ongeveer een halve toon worden verlaagd, waardoor effectief meer noten gespeeld konden worden. Dit had wel tot gevolg dat deze noten zwakker klonken dan de noten die geheel open gespeeld werden. In de loop van de geschiedenis hebben verschillende componisten gebruikgemaakt van de mogelijkheid deze noten te laten spelen, andere niet.  